# William F. Whiting
William Fairfield Whiting, född 20 juli 1864 i Holyoke, Massachusetts, död 31 augusti 1936 i Holyoke, Massachusetts, var en amerikansk republikansk politiker och affärsman. Han tjänstgjorde som USA:s handelsminister 1928-1929.
Whiting var verkställande direktör för Whiting Paper Company, ett företag som fadern hade grundat. Han var vän med Calvin Coolidge som han stödde vid republikanernas konvent inför presidentvalet i USA 1920. Den gången nominerades Coolidge till vicepresidentkandidat. Coolidge efterträdde 1923 Warren G. Harding som USA:s president. Handelsministern Herbert Hoover utsågs till republikanernas kandidat i presidentvalet i USA 1928. Hoover avgick som minister och Coolidge utnämnde Whiting till ny handelsminister. Han tjänstgjorde till slutet av Coolidges mandatperiod som president.
Whiting var kongregationalist. Hans grav finns på Forestdale Cemetery i Holyoke.